# Sandomierz
Sandomierz [sanˈdɔmjɛʂ] (Duits: Sandomir, Latijn: Sandomiria) is een stad in de Poolse woiwodschap Heilig Kruis sinds 1999, daarvoor in het woiwodschap Tarnobrzeg (1975–1998); Sandomierz is de hoofdstad van de powiat Sandomierski. De oppervlakte bedraagt 28,69 km², het inwonertal 23.193 (2017).

## Geschiedenis
De naam van de stad komt van het Oud-Poolse Sędomir, bestaande uit Sędzi (van het werkwoord sądzić "beoordelen") en mir ("vrede"). Sandomierz is een van de oudste en historisch gezien belangrijkste steden van Polen. Archeologische vondsten rondom de stad geven aan dat de stad bewoond is sinds neolithische tijden. De stad ontstond in de vroege middeleeuwen, gebruikmakend van de uitstekende locatie op de kruising van de rivieren Wisła en San, en gelegen op belangrijke handelsroutes. De eerste bekende referentie aan de stad is in de vroege 12e eeuw, toen de historicus Gallus Anonymus het samen met Krakau en Wrocław als een van de belangrijkste Poolse steden noemde. In het testament van Bolesław III waarin hij Polen onder zijn zoons verdeelde, werd Sandomierz aangewezen als een hoofdstad van een van de resulterende vorstendommen.
Gedurende de 13e eeuw leed de stad aanzienlijke schade door de aanvallen van Mongolen in 1241, 1259 en 1287, en werden de oude houten gebouwen van de stad compleet verwoest. Hierdoor werd de stad in 1286 opnieuw gesticht door Leszek II van Polen, volgens de Wetten van Maagdenburg. Het oorspronkelijke oprichtingsdocument wordt nog steeds bewaard in de stedelijke archieven. Een opmerkelijke gebeurtenis vond plaats in 1260, toen de Tataren christelijk Sandomir aanvielen. Een gemeenschap van Dominicanen bad de Metten (getijdengebed), terwijl een novice het Martyrologium voor de volgende dag las: “de 49 martelaren van Sandomir”. Toen de kloosterlingen zich realiseerden dat ze voor hun dood werden gewaarschuwd, besteedden ze de rest van de nacht en de hele volgende dag aan de voorbereiding om hun Heer te ontmoeten. Uiteindelijk, toen de broeders klaar waren met het bidden van de Completen (het laatste gebed van de getijden van de dag in het katholicisme), en toen ze begonnen met het zingen van het Salve Regina tot Maria, braken de Tataren door de deur van de kerk. Hoewel de Tataren de intentie hadden om alle Dominicanen te vermoorden, brachten ze hun grote geschenken – kronen van martelaarschap. Sinds deze gebeurtenis, wanneer er een Dominicaan overlijdt, wordt er een lied tot zijn Geliefde Moeder gezongen om hem in haar armen te begeleiden – het 'Salve Regina'.
Nadat de Poolse landen in de 14e eeuw weer werden samengevoegd, werd het voormalige vorstendom het Sandomierz woiwodschap, waarbij grote delen van Zuid-Oost Polen warden samengevoegd. Toentertijd had Sandomierz ongeveer 3000 inwoners en was het een van de grotere Poolse steden. In het midden van de 14e eeuw werd de stad opnieuw verbrand gedurende een aanval van de Litouwers Litouwen. Het werd opnieuw gebouwd tijdens de regering van koning Casimir III. Het ontwerp van de stad is tot op de dag van vandaag praktisch onveranderd gebleven.
De volgende driehonderd jaar, tot ongeveer het midden van de 17e eeuw, waren zeer welvarend voor de stad. De belangrijkste historische gebouwen werden tijdens deze periode gebouwd. Deze gouden periode kwam in 1655 tot een einde toen de Zweden de stad veroverden tijdens de Deluge (Zweedse Zondvloed). Na kort in de stad te hebben verbleven, bliezen de Zweden het kasteel op en veroorzaakten zij zware schade aan andere gebouwen. In de volgende 100 jaar ging de Poolse economie door een zware periode, die ook haar weerslag op de stad had. Een grote brand in 1757 en de Eerste Poolse Deling in 1772, die Sandomierz in Oostenrijk plaatste, verminderde haar status verder. Resulterend verloor Sandomierz haar rol als een administratieve hoofdstad.
In 1809 werd de stad verder beschadigd gedurende gevechten tussen de Oostenrijkse krachten en de stad werd opnieuw beschadigd gedurende de gevechten tussen het Oostenrijkse leger en het Hertogdom Warschau gedurende de napoleontische oorlogen. Na 1815 werd het opgenomen in het Russische rijk (Congres-Polen). Op dit moment had het slechts 2.640 inwoners.
De stad werd opnieuw beschadigd gedurende de Eerste Wereldoorlog. In 1918 werd het opnieuw onderdeel van het onafhankelijk Polen. In de jaren 30 van de twintigste eeuw, door het massale publieke werk project dat bekendstond als de Centrale Industriële Regio, begon Sandomierz snel te groeien. Het zou de hoofdstad van het woiwodschap Sandomierz worden, en de lokale overheden planden een snelle ontwikkeling van de stad. Het Grotere Sandomierz zou in de jaren 40 van de twintigste eeuw 120.000 inwoners moeten hebben.
In september 1939 werd de stad, als gevolg van de Duitse invasie in Polen, door Duitsland bezet en werd het onderdeel van het Generaal-Gouvernement. De joodse populatie van de stad, die uit ongeveer 2.500 mensen bestond, verdween in zijn geheel gedurende de Holocaust; de meesten in de vernietigingskampen Bełżec en Treblinka. De stad werd in augustus 1944 door het Sovjetleger veroverd.
De joods populatie speelde in het midden van de negentiende eeuw een rol in een schilderij van de Russische kunstschilder Viktor Hartmann. Hartmann verbleef gedurende een maand in Sandomierz en was er gefascineerd door het alledaagse leven in de joodse buurt. Het schilderij is als Bydlo op muziek gezet door Modest Moessorgski in de pianocyclus Schilderijen van een tentoonstelling. De muziek verbeeldt een ossenwagen met grote houten wielen die moeizaam over een hobbelige weg voortbeweegt.
Er was geen belangrijke industriële ontwikkeling in Sandomierz, waardoor het als een charmante, kleine stad vol met historische monumenten in een onbeschadigd landschap bewaard bleef.

## Verkeer en vervoer
- Station Sandomierz
- 79
- 77

## Toeristische attracties
Belangrijkste toeristische attracties in Sandomierz:
- Kerk van de Heilige Geest
- Kerk van de Heilige Jakob, waar de Kleine Poolse Wegen beginnen
- Kerk van de Heilige Jozef
- Kerk van de Heilige Michael
- Kerk van de Heilige Paulus
- Collegium Gostomianum
- Huis van Jan Długosz
- Kamienica Oleśnickich
- Natuurgebied Peperbergen
- Opatówpoort
- Kasteel van Sandomierz
- Kathedraal
- Marktplein
- Bisschopspaleis
- Synagoge
- Stadhuis

## Onderwijs
- Wyższa Szkoła Humanistyczno-Przyrodnicza Studium Generale Sandomiriense
- Wyższe Seminarium Duchowne w Sandomierzu
- 1 Liceum Ogolnoksztalcace Collegium Gostomianum

## Geboren in Sandomierz
- Andrzej Schinzel (1937), wiskundige
- Piotr Nurowski (1945-2010), sportbestuurder

Stadsdistrict:
Kielce

Districten:
Busko-Zdrój · Jędrzejów · Kazimierza · Kielce · Końskie · Opatów · Ostrowiec · Pińczów · Sandomierz · Skarżysko · Starachowice · Staszów · Włoszczowa

Grootste steden:
Kielce · Końskie · Ostrowiec Świętokrzyski · Sandomierz · Skarżysko-Kamienna · Starachowice